# Chris Savino
Christopher Mason "Chris" Savino (Royal Oak, Míchigan, 2 de octubre de 1971) es un animador, guionista, artista de cómics, productor, y director estadounidense. Es conocido principalmente por haber sido el creador de la serie animada The Loud House.

## Carrera
Empezó su carrera en la industria de animación en el 9 de abril de 1991 y ha trabajado para Spümcø, Joe Murray Studio, Nickelodeon, Hanna-Barbera, Cartoon Network y Disney. Anteriormente fue escritor para My Little Pony: Friendship is Magic.

### The Loud House
En junio de 2014, luego del éxito de un cortometraje titulado The Loud House, Nickelodeon le dio luz verde para realizar una serie completa, la cual debutó el 2 de mayo de 2016. The Loud House es una serie animada que aborda la vida cotidiana de Lincoln Loud, un niño de once años que tiene 10 hermanas, cada una con distintas personalidades y gustos. 
La idea original de Savino iba a ser una animación sobre un conejo varón que tenía que convivir con 25 hermanas, pero le sugirieron que sus personajes fuesen humanos, y también redujo los personajes principales a once (el protagonista, cinco hermanas mayores y cinco hermanas menores). En esto último, Savino se inspiró en su propia infancia, quien también vivió en una familia con numerosos hermanos, mientras que el estilo de animación está basado en múltiples tiras cómicas, estableciendo entornos de un solo color, y asignando a cada personaje principal un color característico.

## Controversias

### Denuncias de acoso sexual
El 17 de octubre de 2017 Cartoon Brew informó que Nickelodeon había suspendido a Savino de su estudio debido a múltiples acusaciones de acoso sexual en su contra; los rumores sobre el comportamiento inapropiado de Savino habían existido durante "al menos una década". Hasta una docena de mujeres acusaron a Savino de acoso sexual, insinuaciones sexuales no deseadas y amenazas de incluir en una lista negra a las compañeras que no accedieran a mantener relaciones consensuadas con él. El 19 de octubre un portavoz de Nickelodeon confirmó que habían despedido a Savino y que The Loud House continuaría su producción sin él.
El 23 de octubre Savino habló por primera vez desde que aparecieron las acusaciones y dijo estar "profundamente arrepentido" de sus actos. El 30 de mayo de 2018 se le impuso una suspensión de un año de The Animation Guild, IATSE Local 839. Como parte de su acuerdo con The Animation Guild, se ordenó a Savino donar 4000 dólares a una organización benéfica elegida por el gremio, completar 40 horas de servicio comunitario, someterse a asesoramiento y obtener un certificado de formación en acoso sexual.
Las acusaciones y su proceso de suspensión sindical aparecieron en un segmento de marzo de 2019 en Full Frontal con Samantha Bee titulado "#MeToon" que fue producido y animado por un equipo de todas mujeres, y contó con entrevistas con algunas de las animadoras que participaron en su exitosa campaña de suspensión sindical junto con una de sus presuntas víctimas.

## Filmografía

### Televisión
| Año       | Título                               | Director | Productor | Escritor | Animador | Storyboard | Notas |
| --------- | ------------------------------------ | -------- | --------- | -------- | -------- | ---------- | --- |
| 1991-1994 | Garfield and Friends                 |          |           |          | Sí       |            | Artista de diagrama |
| 1991-1996 | Ren & Stimpy                         |          |           |          | Sí       |            | Artista de diagrama |
| 1993-1996 | Rocko's Modern Life                  |          |           |          | Sí       |            | Diseñador de personaje, diseñador de accesorios y limpiador de storyboard                                                    |
| 1995      | The Baby Huey Show                   |          |           |          | Sí       |            | Artista de diagrama y diseñador de accesorios de personaje (segunda temporada)                                               |
| 1995      | Hate                                 |          |           |          | Sí       |            | Artista de diagrama |
| 1996      | The Mouse and the Monster            |          |           |          | Sí       |            | Diseñador de personajes |
| 1996-1997 | Hey Arnold!                          |          |           | Sí       | Sí       | Sí         | Diseñador de accesorios y diseñador de personajes                                                                            |
| 1997      | Space Goofs                          |          |           |          | Sí       | Sí         | Episodio: ''Time for a Change''                                                                                              |
| 1997      | Duckman                              |          |           |          | Sí       | Sí         | |
| 1997-2001 | The Angry Beavers                    |          |           |          |          |            | Diseñador de personajes (solamente en 5 episodios)                                                                           |
| 1997-2003 | Dexter's Laboratory                  | Sí       | Sí        | Sí       | Sí       | Sí         | Director de animación |
| 1998      | Cow and Chicken                      |          |           |          | Sí       | Sí         | Episodio: ''Cow Fly'' |
| 1998      | I Am Weasel                          |          |           |          | Sí       | Sí         | Episodios: ''I.R. in Wrong Cartoon'' y ''Unsinkable I.R.''                                                                   |
| 1998-2005 | The Powerpuff Girls                  | Sí       | Sí        | Sí       | Sí       | Sí         | |
| 2000      | The Cartoon Cartoon Show             | Sí       |           | Sí       | Sí       |            | Creador, diseñador de personajes, artista de diagrama. Episodio: ''Foe Paws''                                                |
| 2002      | Whatever Happened to... Robot Jones? |          |           |          | Sí       |            | Modelos de personaje y accesorios                                                                                            |
| 2002-2006 | Hunting Friends                      | Sí       | Sí        | Sí       | Sí       | Sí         | |
| 2002-2003 | Samurai Jack                         | Sí       |           |          |          |            | |
| 2003      | The Grim Adventures of Billy & Mandy |          |           | Sí       | Sí       | Sí         | Episodio: ''To Eris Human''                                                                                                  |
| 2004-2007 | Foster's Home for Imaginary Friends  | Sí       |           | Sí       |          |            | Director de animación |
| 2005-2006 | Johnny Test                          | Sí       | Sí        |          | Sí       |            | Trabajó solo en el primera temporada                                                                                         |
| 2005-2008 | My Life as a Teenage Robot           | Sí       |           |          |          |            | |
| 2007-2008 | My Gym Partner's a Monkey            |          |           |          | Sí       | Sí         | Temporizador de hoja |
| 2008      | Ni Hao, Kai-Lan                      |          |           |          | Sí       | Sí         | |
| 2010-2011 | My Little Pony: Friendship is Magic  |          |           | Sí       |          |            | Episodios: ''Boast Busters'' y ''Stare Master''                                                                              |
| 2010-2012 | Kick Buttowski: Suburban Daredevil   | Sí       | Sí        | Sí       |          |            | Productor ejecutivo |
| 2013      | Mickey Mouse                         | Sí       |           | Sí       | Sí       | Sí         | Episodio: ''Bad Ear Day'' |
| 2015      | Get Blake!                           |          |           | Sí       |          |            | Episodios: ''Get Snatched'' y ''Get Western''                                                                                |
| 2016      | All in with Cam Newton               |          |           |          |          |            | Episodio: ''All In with Josh''                                                                                               |
| 2016-2017 | The Loud House                       | Sí       | Sí        | Sí       | Sí       | Sí         | Creador y productor ejecutivo. Su última colaboración fue el noveno episodio de la tercera temporada ''Missing Connection''. |

### Películas
| Año  | Título                        | Director | Productor | Escritor | Animador | Storyboard | Notas            |
| ---- | ----------------------------- | -------- | --------- | -------- | -------- | ---------- | ---------------- |
| 1999 | Dexter's Laboratory: Ego Trip |          |           | Sí       | Sí       | Sí         |                  |
| 2001 | The Flinstones: On the Rocks  | Sí       |           | Sí       | Sí       | Sí         | Director de arte |